# Isojoki
Isojoki (svensk: Storå) er en finsk kommune . Det er en del af den Södra Österbotten-region . Byen Pori ligger 83 kilometer syd for Isojoki. Befolkningen i Isojoki er 1.937 (31. juli 2020) og kommunen dækker et område på 62,38 km2 hvoraf 5,05 km2 er sø (2018) . Befolkningstætheden er 3,02 indb./km2. Kommunen er ensproget finsk, og nabokommunerne er Honkajoki, Karijoki, Kauhajoki, Kristinestad, Merikarvia og Siikainen .
Selvom området ikke er meget højt, ligger en af de højeste bakker i det sydlige Finland her (Lauhanvuori). Mange finner fra dette område immigrerede til Minnesota i USA samt Michigan.
Erhverv: Træ, kartoffel, maskiner.
Turisme: Lauhanvuori Nationalpark (hotel, udsigtstårn, stor røgsauna, historisk natur med mange relikvier fra istiden)
Natur: Hovedsageligt skov, sump og landbrug